# NGC 6411
NGC 6411 ist eine 11,8 mag helle elliptische Galaxie vom Hubble-Typ E4 im Sternbild Drache am Nordsternhimmel. Sie ist schätzungsweise 179 Millionen Lichtjahre von der Milchstraße entfernt und hat einen Scheibendurchmesser von etwa 100.000 Lj.
Das Objekt wurde am 27. Oktober 1861 von Heinrich d’Arrest entdeckt.